# The Children of Huang Shi
The Children of Huang Shi (Chinees: 黄石的孩子; ook bekend onder de werktitel The Bitter Sea en de alternatieve titels Escape from Huang Shi en Children of the Silk Road) is een Chinees/Australische/Duitse oorlogsfilm uit 2008, geregisseerd door Roger Spottiswoode. De film is gebaseerd op het leven van de Britse avonturier George Aylwin Hogg, die tijdens de Tweede Chinees-Japanse Oorlog 60 weeskinderen in veiligheid bracht door met hen een 1100 kilometer lange tocht van Huang Shi naar Shandan te maken. De rol van Hogg wordt vertolkt door Jonathan Rhys Meyers.
In Nederland ging de film op 31 juli 2008 in première.

## Verhaal
De film begint wanneer George Hogg in de late jaren 30 van de 20e eeuw als journalist afreist naar China. Zogenaamd als medewerker van het Rode Kruis, maar in werkelijkheid om verslag te doen van de beginnende Japanse invasie van China. Hij wordt door de Japanners betrapt terwijl hij foto's maakt van het Bloedbad van Nanking, en ter dood veroordeeld. Voor hij kan worden geëxecuteerd, wordt hij echter gered door de Chinese communistische verzetsleider Chen Hansheng. Hansheng stuurt de gewonde Hogg naar een weeshuis in Huangshi om bij te komen en beter Chinees te leren.
Aangekomen bij het weeshuis blijken alle leerkrachten en andere begeleiders te zijn gevlucht. De 60 jongens zijn aan hun lot overgelaten. Alleen de Australische arts Lee Pearson houdt een oogje in het zeil, maar zij kan steeds maar korte tijd blijven daar ze ook elders nodig is. Op haar aandringen neemt Hogg de leiding in het weeshuis over. Met moeite wint hij het respect van de kinderen. Hij leert hen groente te verbouwen op een akker naast het weeshuis, en wordt hun docent Engels.
De Japanners rukken echter steeds verder op, en al snel nadert de oorlog het weeshuis. Bovendien willen de Chinese nationalisten de jongens inlijven als kindsoldaten. Hogg wil dit koste wat het kost voorkomen, en besluit met de kinderen af te reizen naar Shandan. Dit omdat Shandan dermate afgelegen is dat de Japanners er geen interesse in zullen hebben, en hen daar dus niet zullen volgen. De tocht neemt drie maanden in beslag, waarbij Hogg, Pearson en de kinderen onder andere door de besneeuwde bergen moeten reizen. Het laatste stuk van de route krijgen ze echter hulp van de lokale autoriteiten, die hen vier vrachtwagens ter beschikking stellen. Eenmaal in Shandan vestigen Hogg, Pearson en de kinderen zich in een verlaten klooster.
Hogg en de kinderen bouwen in het klooster een nieuw leven op, maar in 1945 sterft Hogg aan de gevolgen van tetanus. Pearson moet bovendien haar reis voortzetten, maar weet dat de kinderen zichzelf inmiddels kunnen redden.
De film eindigt met een interview waarin enkele van de jongens die destijds de tocht hebben gemaakt vertellen over de echte George Hogg.

## Rolverdeling
- Jonathan Rhys Meyers - George Aylwin Hogg
- Radha Mitchell - Lee Pearson
- Chow Yun-Fat - Chen Hansheng
- Michelle Yeoh - Mrs. Wang
- Guang Li - Shi-Kai
- Lin Ji - ruiter
- Matt Walker - Andy Fisher
- Anastasia Kolpakova - Duschka
- Ping Su - Eddie Wei
- David Wenham - Barnes

## Achtergrond
The Children of Huang Shi was de eerste officiële coproductie tussen China en Australië. Voor de film waren 10.000 figuranten nodig.
De film bevat een aantal historische onjuistheden. Zo zijn bij de scènes waarin Japan China binnenvalt (wat zich afspeelt in 1937) Mitsubishi A6M2 'Zero'-gevechtsvliegtuigen te zien. In werkelijkheid deden deze pas in 1940 hun intrede.
De film werd met gemengde reacties ontvangen door Westerse critici. Op Rotten Tomatoes scoort de film 31% aan goede beoordelingen, gebaseerd op 71 recensies. Metacritic gaf de film een score van 49 op een schaal van 100. The New York Times gaf de film een positieve recensie. Zo werden het acteerwerk en de realistische weergave van de oorlog geprezen. Een veel gehoord punt van kritiek was echter dat de rol die de Nieuw-Zeelandse communist Rewi Alley speelde bij de echte tocht van George Hogg geheel is weggelaten uit de film. Ook de rol van Lee Pearson kreeg kritiek.
De film bracht wereldwijd 7,6 miljoen dollar op.

## Prijzen en nominaties
In 2008 werd The Children of Huang Shi genomineerd voor twee AFI Awards:
- Beste kostuums (Wenyan Gao, Kym Barrett)
- Beste productie (Steven Jones-Evans)

In 2009 werd Guang Li voor zijn rol in de film genomineerd voor een Young Artist Award in de categorie Best Performance in an International Feature Film - Leading Young Performers (Guang Li)